# Liste der Kreisstraßen im Landkreis Traunstein
Die Liste der Kreisstraßen im Landkreis Traunstein ist eine Auflistung der Kreisstraßen im bayerischen Landkreis Traunstein mit deren Verlauf.

## Abkürzungen
- AÖ: Kreisstraße im Landkreis Altötting
- BGL: Kreisstraße im Landkreis Berchtesgadener Land
- MÜ: Kreisstraße im Landkreis Mühldorf am Inn
- RO: Kreisstraße im Landkreis Rosenheim
- St: Staatsstraße in Bayern
- TS: Kreisstraße in Traunstein

## Liste
Nicht vorhandene bzw. nicht nachgewiesene Kreisstraßen werden in Kursivdruck gekennzeichnet, ebenso Straßen und Straßenabschnitte, die unabhängig vom Grund (Herabstufung zu einer Gemeindestraße oder Höherstufung) keine Kreisstraßen mehr sind.
Der Straßenverlauf wird in der Regel von Nord nach Süd und von West nach Ost angegeben.
| Nr. TS | Verlauf |
| ------ | --- |
| TS 1   | (AÖ 25 im Landkreis Altötting) – Landkreisgrenze – Freutsmoos – Heilham – Ranham – Palling – St 2093 – TS 26 – TS 42 – Polsing – Oberweißenkirchen – St 2104 – Kirchstätt – Zweckham – TS 48 – Kammer – TS 53 – Rettenbach – in Traunstein                                                          |
| TS 2   | St 2095 – Schmidham – Wolkersdorf – TS 46 in Traunstein |
| TS 3   | St 2095 – Erlstätt – TS 54 – Brodeich – Marwang – Grabenstätt-Nord – St 2096 – Winkl – Grabenstätt-Süd – Zeiering – Holzhausen – Bernhaupten – TS 6 – Thalham – Bad Adelholzen – TS 5 |
| TS 4   | TS 45 in Übersee – Moosen – St 2096 |
| TS 5   | /St 2096 in Grassau – Staudach – TS 34 – Egerndach – Avenhausen – Bayern – Klaus – Geißing – Pletschach – Bergen – TS 6 – TS 3 – Eßbaum – TS 44 – Siegsdorf – St 2105 – St 2098 – Oed – Sankt Johann – Kohlbrenn – Vogling – Landkreisgrenze – (BGL 13 im Landkreis Berchtesgadener Land)           |
| TS 6   | TS 3 in Bernhaupten – Enthal – Steinbrücken – TS 5 in Bergen |
| TS 7   | St 2106 – Kay – TS 15 – St 2105 – Allmoning – in Tittmoning |
| TS 8   | TS 17 – Engelsberg – TS 9 – TS 20 – Wartmoning – St 2091 – Emertsham – TS 24 – Kirchstätt – Arfling – Helming – Randling – Kienberg – St 2357 – Stockham – Bernhaiming – Pfaffing – Obing – Haiming – TS 50 – Lochen – Landkreisgrenze – (RO 36 im Landkreis Rosenheim)                             |
| TS 9   | (MÜ 16 im Landkreis Mühldorf am Inn) – Landkreisgrenze – Kehrerbinder – Lindach – Eiting – Engelsberg – TS 8 – TS 17 – Inhausen – Offenham – Wiesmühl an der Alz – – Landkreisgrenze – (AÖ 23 im Landkreis Altötting)                                                                               |
| TS 10  | (AÖ 21 im Landkreis Altötting) – Landkreisgrenze – Stockham – Brunn – Asten – TS 52 – |
| TS 11  | St 2093 – Thauernhausen – Wimpersing – TS 31 – Tabing – TS 47 in Knesing |
| TS 12  | (RO 39 im Landkreis Rosenheim) – Landkreisgrenze – Berg – Zansham – St 235 – Rinkertsham – Schnaitsee – St 2360 |
| TS 13  | St 2357 in Gigling – Rampertskirchen – Gauing – Unterhilgen – Oberhilgen – Sankt Wolfgang – |
| TS 14  | TS 31 in Seeon – Eglhart – Guggenbichl – Brandhub – Lochenhäusl – Massing – Thalham – |
| TS 15  | TS 7 in Kay – Furthmühl – Salling – Schlaffen – Stackendorf – Oberöd – St 2093 |
| TS 16  | St 2105 – Ramsdorf – |
| TS 17  | (AÖ 9 im Landkreis Altötting) – Landkreisgrenze – Osenstetten – TS 8 – TS 9 in Inhausen |
| TS 18  | St 2093 – Mitterroidham – Unterroidham – St 2105 in Tengling |
| TS 19  | TS 21 in Pittenhart – Fremdling – Rachertsfelden – Landkreisgrenze – (RO 48 im Landkreis Rosenheim) |
| TS 20  | St 2357 in Schnaitsee – Waltlham – St 2360 – TS 39 – Peterskirchen – St 2091 – TS 8 – Unterbrunnham – Höbering – |
| TS 21  | (RO 4 im Landkreis Rosenheim) – Landkreisgrenze – TS 50 – Hinzing – Pittenhart – TS 19 – TS 22 – Fachendorf – St 2094 |
| TS 22  | TS 21 in Pittenhart – Oberbrunn – St 2094 in Klosterseeon |
| TS 23  | TS 26 in Tettenhausen – Lampoding – TS 25 – Kühnhausen – Petting – TS 30 – St 2104 – Teichting – Altofing – TS 27 in Aichbauer |
| TS 24  | St 2091 in Emertsham – Maierstetten – Watzing – in Tacherting |
| TS 25  | TS 23 in Lampoding – Kirchanschöring – TS 28 – Eberding – in Kolomann |
| TS 26  | in Trostberg – TS 51 – Egertsham – Stöttling – Untersommering – St 2093 – Palling – TS 42 – TS 1 – Harpfetsham – Thalpoint – Obertaching – Untertaching – Tettenhausen – TS 23 – TS 28 – Hilzham – Götzing – Fridolfing –                                                                           |
| TS 27  | St 2105 in Waging am See – Feichten – Thal – Igelsbach – Wimm – Neu-Gröben – Gröben – TS 23 – Aich – Landkreisgrenze – (BGL 12 im Landkreis Berchtesgadener Land) |
| TS 28  | St 2093/St 2105 in Wiesmühl – Inzing – Törring – Landwied – Oed – Hohenbergham – TS 26 – Hilzham – Götzing – Lackenbach – TS 25 in Kirchanschöring |
| TS 29  | in Traunstein – Höfen – Hochberg – Stein – Höll – Wernleiten – |
| TS 30  | TS 23 in Petting – TS 32 – St 2104 – Ringham – Moritz – Landkreisgrenze – (BGL 16 im Landkreis Berchtesgadener Land) |
| TS 31  | St 2357 in Kienberg – Sonnau – Viehhausen – Rabenden – Schachen – Seeon – TS 14 – Point – Döging – Truchtlaching – St 2093 – TS 11 – Tabing – Waidach – St 2095 in Egerer |
| TS 32  | TS 30 in Petting – Abfalter – Kirchhof – Holzeck – Landkreisgrenze – (BGL 15 im Landkreis Berchtesgadener Land) |
| TS 33  | (RO 10 im Landkreis Rosenheim) – Landkreisgrenze – Karlswerk – Ravolding – Roitham – St 2094 |
| TS 34  | TS 5 in Staudach – Marquartstein – Hängthal – |
| TS 35  | Brand – Vorderbrand – Guglberg – TS 43 – Brandstätt – Mühlwinkel – St 2096 – Ruhpolding – Hadermarkt – Sankt Valentin – TS 41 – Zell bei Ruhpolding – Häusler – |
| TS 36  | St 2091 – Gainharting – Reit bei Gainharting – Oberfeldkirchen – Tinning – Reit bei Tacherting – |
| TS 37  | (MÜ 48 im Landkreis Mühldorf am Inn) – Landkreisgrenze – TS 38 in Waldhausen |
| TS 38  | (RO 38 im Landkreis Rosenheim) – Landkreisgrenze – TS 37 – St 2360 in Waldhausen |
| TS 39  | St 2360 – Axtham – St 2357 in Harpfing |
| TS 40  | – Vorderbichl – Niederachen – Inzell – Würau – Eck – Pommern – Adlgaß |
| TS 41  | TS 35 in Sankt Valentin – Grashof – Ort – Knogl – Talstation der Rauschbergbahn |
| TS 42  | (AÖ 25 im Landkreis Altötting) – Landkreisgrenze – ohne Ort, ohne Abzweig einer klassifizierten Straße – Landkreisgrenze – (AÖ 25 im Landkreis Altötting) – Landkreisgrenze – Kamping – Palling – St 2093 – TS 1 – Jegling – Katzwalchen – St 2104 – Traunreut – St 2096 – TS 51 – in Sankt Georgen |
| TS 43  | St 2098 in Ruhpolding – Maiergschwendt – TS 35 in Guglberg |
| TS 44  | TS 5 in Siegsdorf – Unterscharam – Scharam – Oberscharam – Maria Eck |
| TS 45  | Chiemsee bei Feldwies – – Feldwies – TS 4 – Wasen – Mietenkam – Grassau – Pettendorf – |
| TS 46  | St 2096 – Nußdorf – Wang – Traunstein – TS 2 – St 2105 |
| TS 47  | in Hörpolding – Neudorf – Knesing – TS 11 – Kötzing – Hart – Siedenberg – St 2096 in Sondermoning |
| TS 48  | St 2096 – Traunwalchen – Niedling – TS 1 in Zweckham |
| TS 49  | St 2096 – Oderberg – Frühling – St 2104 |
| TS 50  | TS 8 – Aindorf – Nöstlbach – TS 21 – Landkreisgrenze – (RO 15 im Landkreis Rosenheim) |
| TS 51  | (AÖ 26 im Landkreis Altötting) – Landkreisgrenze – Purkering – St 2357 – Gumpertsham – Heiligkreuz – Engertsham – TS 26 – Aspertsham – Lindach – St 2093 – Zieglstadl – Anning – Weisham – St 2104 – TS 42 in Sankt Georgen                                                                         |
| TS 52  | (AÖ 10 im Landkreis Altötting) – Landkreisgrenze – Unterried – TS 10 – Asten – Laufing – |
| TS 53  | TS 1 in Kammer – Kronacker – St 2104 in Otting |
| TS 54  | St 2095 – Erlstätt – TS 3 – Mühlen – St 2095 in Vachendorf |
| TS 55  | in Raiten – Süssen – Lanzing – Vogllug – in Marquartstein |